# Kent, Ohio
Kent är en stad i Portage County, Ohio, USA. Den är belägen vid Cuyahoga River i nordöstra Ohio, och i västra Portage County. Som en del av Connecticut Western Reserve bosattes platsen ursprungligen 1805, och var först två separata byar: Franklin (senare Franklin Mills) och Carthage, som senare blev Franklin Mills. Byn utvecklades först på grund av resurerna för sädeskvarnar längsmed Cuyahoga River och senare som en anhalt vid Pennsylvania- och Ohiokanalen under 1830-talet och 1840-talet. Under det amerikanska inbördeskriget var Franklin Mills berömd för sin aktivitet med Underground Railroad. Då kanalens betydelse minskade till förmån för järnvägen blev byn hemvist för Atlantic and Great Western Railroad, vilket 1864 ledde till att orten döptes om till Kent efter järnvägsägaren Marvin Kent. Senare blev orten mest berömd för huvudområdet vid Kent State University, bildat 1910.
Befolkningen uppskattades till 27 906 vid 2000 års folkräkning, och 27 946 i 2006 års bedömning,, vilket gör den till största ort i Portage County, Ohio. Närliggande tätorter är Akron, Cleveland, Canton, och Youngstown-Warren. Kent är en del av Akrons metropolstatisikområde (MSA) och ingår vid folkräkning i Cleveland-Akron-Elyria Combined Statistical Area.